# Рамфорд (переписна місцевість, Мен)
Рамфорд (англ. Rumford) — переписна місцевість (CDP) в США, в окрузі Оксфорд штату Мен. Населення — 4298 осіб (2020).

## Географія
Рамфорд розташований за координатами 44°32′41″ пн. ш. 70°33′37″ зх. д. / 44.54472° пн. ш. 70.56028° зх. д. (44.544859, -70.560214).  За даними Бюро перепису населення США в 2010 році переписна місцевість мала площу 20,68 км², з яких 20,37 км² — суходіл та 0,30 км² — водойми.

## Демографія
Згідно з переписом 2010 року, у переписній місцевості мешкало 4218 осіб у 1989 домогосподарствах у складі 1066 родин. Густота населення становила 204 особи/км².  Було 2461 помешкання (119/км²).
Расовий склад населення:
| - 97,0 % — білих - 0,8 % — чорних або афроамериканців - 0,2 % — азіатів - 0,1 % — корінних американців |

До двох чи більше рас належало 1,4 %. Частка іспаномовних становила 1,5 % від усіх жителів.
За віковим діапазоном населення розподілялося таким чином: 20,3 % — особи молодші 18 років, 58,8 % — особи у віці 18—64 років, 20,9 % — особи у віці 65 років та старші. Медіана віку мешканця становила 44,8 року. На 100 осіб жіночої статі у переписній місцевості припадало 90,0 чоловіків;  на 100 жінок у віці від 18 років та старших — 86,5 чоловіків також старших 18 років.
Середній дохід на одне домашнє господарство  становив 36 664 долари США (медіана — 25 138), а середній дохід на одну сім'ю — 48 992 долари (медіана — 36 827). Медіана доходів становила 38 884 долари для чоловіків та 26 782 долари для жінок. За межею бідності перебувало 30,1 % осіб, у тому числі 54,3 % дітей у віці до 18 років та 17,3 % осіб у віці 65 років та старших.
Цивільне працевлаштоване населення становило 1557 осіб. Основні галузі зайнятості: освіта, охорона здоров'я та соціальна допомога — 30,3 %, роздрібна торгівля — 19,3 %, виробництво — 14,1 %, мистецтво, розваги та відпочинок — 11,7 %.